# 金齊希河

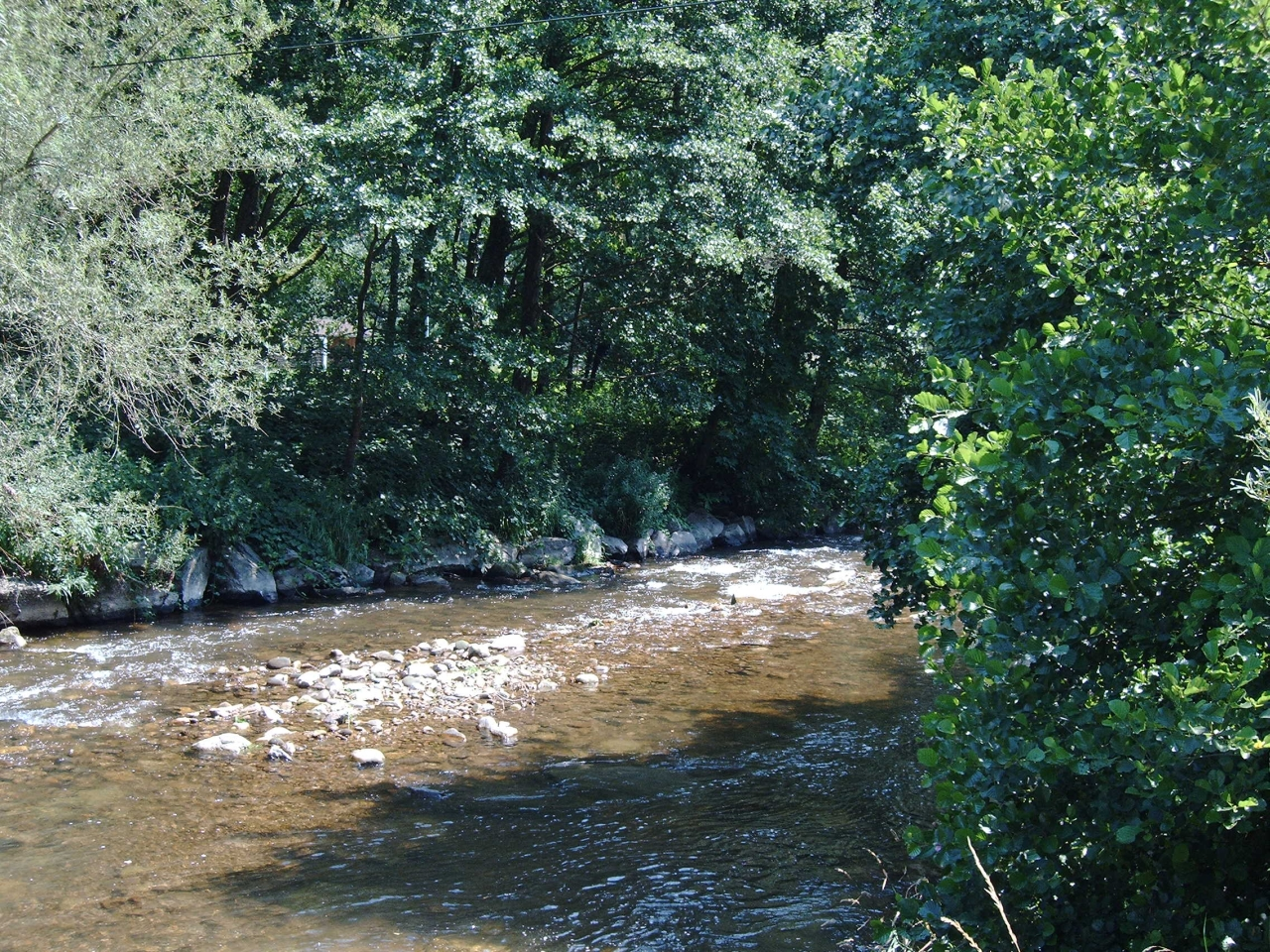

48°36′39″N 7°49′30″E / 48.61083°N 7.82500°E
金齊希河（德語：Kinzig，發音：[ˈkɪntsɪç] ⓘ）是德國的河流，位於該國西南部，屬於萊茵河的右支流，河道全長93公里，流域面積1,406平方公里，發源自洛斯堡，河口處在凱爾附近。

## 外部連結
- Tourism site of the Kinzig Valley communities （页面存档备份，存于）
- Rafters' Museum Gengenbach （页面存档备份，存于）
- （德文） History of Rafting in Schiltach
- （德文） Information about and images Archive.today的存檔，存档日期2013-01-06